# Contea di Lulong
La contea di Lulong (卢龙县S, Lúlóng XiànP) è una contea della Cina, situata nella provincia di Hebei e amministrata dalla prefettura di Qinhuangdao.